# Leroy Sanchez

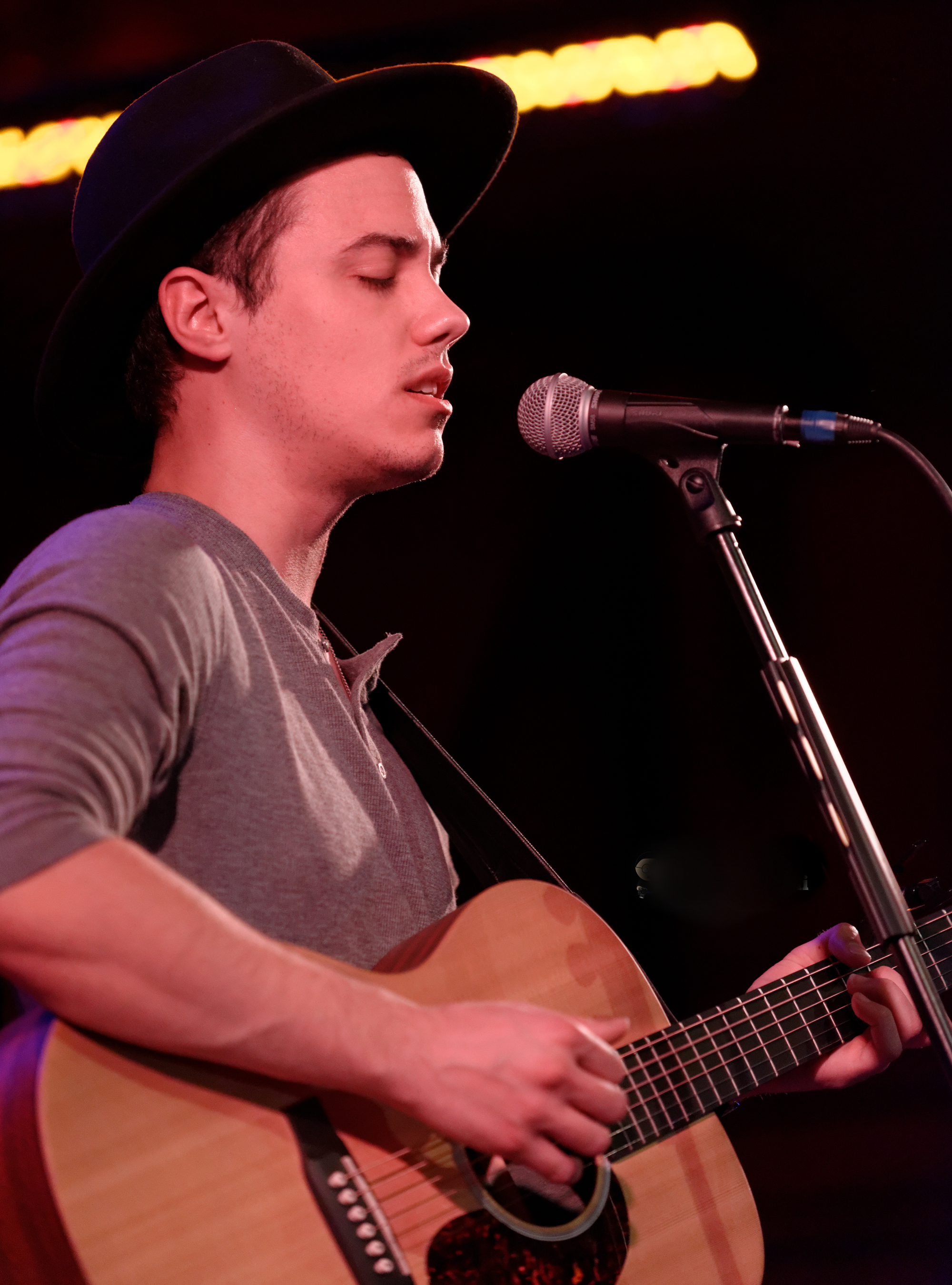
Leroy Sanchez in 2015

Leroy Sanchez (Abetxuko, 1 september 1991) is een van oorsprong Spaanse singer-songwriter, gevestigd in Los Angeles.

## Carrière
Leroy Sanchez groeide op in Abetxuko in de Spaanse gemeente Vitoria-Gasteiz, waar hij zichzelf gitaarspelen heeft aangeleerd. Op 15-jarige leeftijd had hij zijn eerste cover op YouTube, en sindsdien heeft hij meer dan 512 miljoen views en meer dan vier miljoen abonnees. In 2010 kwam Sanchez in contact met de producer Jim Jonsin, die hem naar Miami bracht.
Leroy bracht twee nummers uit in 2014, "By My Side" en "Little Dancer".
In 2016 was hij genomineerd voor een Premios Juventud Award en een Teen Choice Award.
Sanchez ging op zijn eerste internationale tour, the Man Of The Year tour, van januari tot maart 2017. Later kwam de Elevated Tour, van september tot november 2017. Sanchez' debuut EP, Elevated, bevat zes nummers en kwam uit op 4 augustus 2017. Inmiddels heeft hij in 2018 een nieuw nummer uitgebracht, "Preacher".